# Димитар Главчев
Димитар Борисов Главчев (буг. Димитър Борисов Главчев, рођен 15. августа 1963) је бугарски политичар који је бивши привремени премијер Бугарске. Политички независан, он је и председник Ревизорске коморе, тренутно на неплаћеном одсуству. Претходно је био члан странке ГЕРБ и био је народни посланик од 2009. до 2021. године. Кратко време је 2017. био председник Народне скупштине.

## Привремени премијер Бугарске

### Формирање техничке Владе
Дана 28. марта 2024, након неуспеха владиних преговора након оставке владе Денкова, Главчев је присуствовао састанку са председником Руменом Радевом. Према новоусвојеним уставним амандманима, Главчев је, као председник Ревизорске коморе, имао право да га председник изабере за привременог премијера.
Следећег дана, Радев је званично прогласио Главчева за мандатара за привременог премијера, позивајући га на још један састанак 30. марта.
Радев је 30. марта званично представио Главчеву одговорност за формирање прелазне владе, при чему је Главчев жалио да ће, иако му је то тешко место, тежити да формира политички неутралан прелазни кабинет. У коментарима новинарима после састанка, он је истакао да ће у министарствима тражити стручњаке који су имали „добру репутацију у друштву“ и инсистирао да ће његов кабинет остати политички неутралан и посвећен „евроатлантичким“ вредностима.
Према предлогу закона који је Народна скупштина усвојила 29. марта, Главчеву би било дозвољено да узме неплаћено одсуство из Ревизорске коморе, а затим да поново преузме функцију након премијерске функције.
Дана 5. априла, Главчев је претходно представио своју привремену Владу током консултација са парламентарним странкама. Консултацијама није присуствовала БСП, а ПП-ДБ је напустила консултације због Главчевог избора да садашњег председника Калина Стојанова задржи на месту министра унутрашњих послова, као и због именовања других потенцијално контроверзних личности. Након састанка, Главчев је избор Стојанова окарактерисао као „тежак“, али га је оправдао недавном оставком секретара Министарства унутрашњих послова Живка Коцева, остављајући мало опција у садашњој администрацији.
Он је 9. априла у присуству Народне скупштине положио заклетву као привремени премијер, а мандат му је трајао до окончања преговора о формирању владе након предстојећих парламентарних избора. Током заједничке конференције за штампу са одлазећим премијером Николајем Денковим, он је обећао да ће обезбедити фер изборе и стабилност у Бугарској.

### Ток техничког мандата
Током своје прве седнице кабинета, Главчев је изјавио да је обезбеђивање одржавања слободних и фер избора главни задатак кабинета за обављање дужности.
Главчев је постао први привремени премијер у модерној бугарској историји који је учествовао на састанку Европског савета, при чему је ту улогу претходно обављао председник Бугарске у периодима са привременом владом. Такође је постао премијер који има највећи број саветника, именовавши 23.
Само недељу дана након именовања кабинета, премијер Главчев је затражио смену двојице министара: министра спољних послова Стефана Димитрова и министра хране и пољопривреде Кирила Вутева, које је обојицу оптужио да не испуњавају своје улоге. Уместо њих предложио је посланика ГЕРБ-а Данијела Митова за министра спољних послова, а шефа Државног фонда „Пољопривреда” Георгија Тахова за министра пољопривреде.
Након што је председник Румен Радев најавио да се противи променама, Главчев је тврдио да је председникова „уставна дужност“ да одобри измене. У накнадној изјави, он је јасно ставио до знања да је спреман да даље разговара о реконструкцији, али је инсистирао да се политичка одговорност за два министра пребацује на председника.
19. априла, Главчев се састао са председником како би разговарао о предложеној реконструкцији, након чега је потврдио да договор није постигнут и да ће актуелни министри наставити да извршавају своје дужности. Неколико сати после састанка, Митов је изјавио да не намерава да буде привремени министар спољних послова, а Главчев је потврдио да нема припремљеног другог кандидата за ту функцију. 20. априла Главчев је саопштио да се сам предложио за место привременог министра спољних послова.
Радев је 22. априла званично именовао Главчева за привременог министра спољних послова, након што је Главчев званично затражио ту улогу. Након преузимања улоге министра спољних послова, за свог заменика је именовао Ивана Кондова (секретара Министарства), а за новог секретара именовао бившег министра спољних послова у Првој Јаневовој Влади Светлана Стојева. Оба именована су била задужена за координацију избора у иностранству.